# Opieka domowa
Opieka domowa (cz. Domácí péče) – czesko–słowacki komediodramat z 2015 roku w reżyserii Slávka Horáka, będący jego pełnometrażowym debiutem. Film został zgłoszony jako czeski kandydat do nagrody Amerykańskiej Akademii Filmowej.

## Fabuła
Akcja filmu rozgrywa się współcześnie na Morawach. Vlasta pracuje jako pielęgniarka odwiedzająca w domach swoich pacjentów. Swoje życie poświęca mężowi, córce i pacjentom. Pewnego dnia Vlasta zmienia dotychczasowy rytm życia i poświęca się medycynie niekonwencjonalnej, mimo sceptycyzmu jej męża.

## Obsada
- Alena Mihulová jako Vlasta
- Bolek Polívka jako Láda, mąż Vlasty
- Tatiana Vilhelmová jako Hanáčková
- Slávek Horák jako Robert
- Zuzana Kronerová jako Miriam
- Sara Venclovská jako Marcela
- Eva Matalová jako Zelikova
- Marian Mitas jako młody doktor
- Helena Cermáková jako Plasirybova
- Ivan Rehák jako Hlavica
- Vladimír Kulhavý jako Pazderka
- Daniela Gudabová jako Knizova
- Jan Leflík jako Mira
- Pavel Leicman jako Hanáček
- Mikulás Kren jako Mikulas Lapcik
- Igor Stránský jako ojciec Roberta

## Produkcja
Zdjęcia kręcono w następujących lokacjach: Napajedla (rodzinna miejscowość reżysera; sceny na cmentarzu oraz wnętrza domu jego rodziców); okoliczne wsie Otrokovice Jalubí, Traplice, Halenkov i Žitková (sceny płonącego domu); szpital w Zlinie; Bratysława (seans ezoteryczny).

## Nagrody i wyróżnienia
- Międzynarodowy Festiwal Filmowy w Karlowych Warach
  - nagroda dla najlepszej aktorki (Alena Mihulová)

- Międzynarodowy Festiwal Filmowy w Palm Springs
  - nagroda dla reżysera (Slávek Horák)

## Recenzje
Przejmujący, trudny temat jest w nim podany z dystansem, gorycz przełamuje humor, a bezpretensjonalni bohaterowie wzbudzają sympatię mimo  swoich wad (Artur Zaborski).